# Jungermannia borealis
Jungermannia borealis là một loài Rêu trong họ Jungermanniaceae. Loài này được Damsh. & Váňa mô tả khoa học đầu tiên năm 1977.